# Joana Masó i Illamola
Joana Masó i Illamola (n. 1978) és un filòloga, traductora, editora i professora universitària catalana. Llicenciada en Lletres modernes per la Universitat de París VII Denis Diderot i en Lletres clàssiques per la Universitat de París IV París-Sorbonne, va cursar el doctorat a la Universitat de Paris 8 i la Universitat de Barcelona. És professora de literatura francesa a la Universitat de Barcelona i investigadora de la Càtedra UNESCO Dones, desenvolupament i cultures. Ha traduït textos de crítica i filosofia francesa contemporània d'Hélène Cixous, Jacques Derrida, Catherine Malabou, Jean-Luc Marion i Jean-Luc Nancy, i ha publicat articles i edicions sobre alguns d'aquests autors. Entre d'altres, ha editat els següents llibres: La llengua m'és l'únic refugi, d'Hélène Cixous (Lleonard Muntaner, 2009), els textos de Jacques Derrida sobre art i estètica, Penser à ne pas voir. Écrits sur les arts du visible 1979-2004 amb G. Michaud (La Différence, 2013) i Les Arts de l'Espace. Écrits et Interventions sur l'architecture (La Différence, 2015).